# DN16
DN16 este un drum național din România, care leagă orașele Cluj-Napoca și Reghin, drum care pornește de lângă Cluj-Napoca, din localitatea Apahida.